# 李家祥 (1953年)
李家祥，GBS，OBE，JP（1953年5月23日—），香港執業會計師、香港特區政府金紫荊星章得主、李湯陳會計師事務所合伙人、第10至13屆中國人民政治協商會議全國委員會香港地區委員、香港立法會（會計界功能組別）議員（1991年－2004年），亦為早餐派（專業會議前身）召集人，2004年宣佈不再參選立法會。曾出任香港體育學院主席、前任香港賽馬會董事局副主席（2023年5月23日卸任）。他曾是香港立法会会计功能组别的议员和政府账目委员会的主席。

## 簡歷
李家祥生於香港，在1959年至1965年間入讀聖保羅男女中學附屬小學，1965年至1970年間入讀聖保羅男女中學。他中五畢業後負笈英國，1970年至1972年間於 Warwick School 修讀預科課程，繼而花了3年時間完成曼徹斯特大學經濟系榮譽文學士學位，並在1975年畢業。其後分別取得英國曼徹斯特大學榮譽法學博士及香港浸會大學榮譽社會科學博士銜頭。
2022年9月8日，香港賽馬會舉行周年大會，李家祥獲選為董事局新任副主席。

## 立法會投票記錄
- 1999年12月2日：贊成《提供巿政服務（重組）條例草案》廢除市政局和區域市政局[4]當時香港市政局和區域市政局有自主財政實權及土地使用權[5]

## 兼任上市公司董事
1. 新鴻基地產發展有限公司
2. 恒生銀行有限公司
3. 數碼通電訊集團有限公司
4. 載通國際控股有限公司
5. 華潤創業有限公司
6. 中化化肥控股有限公司（前稱中化香港控股有限公司）
7. 交通銀行股份有限公司
8. 美維控股有限公司
9. 王氏國際（集團）有限公司
10. 中國航空技術國際控股有限公司

## 專業團體成員
1. 香港會計師公會
2. 香港加拿大註冊會計師協會
3. 香港公司秘書公會
4. 英國特許秘書及行政人員公會
5. 澳洲會計師公會
6. 香港財務會計協會
7. 香港註冊財務策劃師協會
8. 香港房屋經理學會

## 名下馬匹
李家祥博士是香港賽馬會董事，曾先後與妻子李關賜卿、女兒李寶怡擁有名下馬匹「雷神寶」、「箭神寶」。

## 家庭狀況
李家祥已婚，妻子為李關賜卿，兩人育有一名女兒李寶怡。

## 政治立場
建制派，立場極右，主張經濟森林法則

## 外部連線
- 李家祥官方網址 （页面存档备份，存于）